# Jacques Chagrin de Brullemail
Jacques Chagrin de Brullemail (4 octobre 1783, Brullemail - 31 mai 1839, château d'Aché), est un homme politique français.

## Biographie
Propriétaire, conseiller d'arrondissement d'Alençon, et président du collège électoral de Mortagne (Orne), il se présenta aux élections législatives du 17 novembre 1827 dans la 4e circonscription de l'Orne, à Mortagne. Il fut élu, au collège de département, député de l'Orne. Il siégea au centre droit, et vota avec les royalistes constitutionnels. 
Réélu le 3 juillet 1830, il accepta, après la révolution de Juillet, le fait accompli, et prêta serment au gouvernement de Louis Philippe, dans la séance du 29 août. Il ne fit pas partie de la Chambre de 1831.

## Sources
- « Jacques Chagrin de Brullemail », dans Adolphe Robert et Gaston Cougny, Dictionnaire des parlementaires français, Edgar Bourloton, 1889-1891 [détail de l’édition]